# Сеньков (Тернопольский район)
Сеньков (укр. Сеньків) — село в Козовской поселковой общине Тернопольского района Тернопольской области Украины.
До 2020 года входило в Козовский район.
Код КОАТУУ — 6123087150. Население по переписи 2001 года составляло 58 человек.

## Географическое положение
Село Сеньков находится в 1,5 ус от левого берега реки Ценюв,
на расстоянии в 1,5 км от села Ценёв.
По селу протекает пересыхающий ручей.